# НК Табор
Футболен клуб Табор Сежана (на словенски: Nogometni klub Tabor Sežana) или просто Табор Сежана е футболен клуб от град Сежана, Словения.
Сезон 2019/20 ще играе в Първа лига (най-високото ниво в словенския футбол). Клуб е основан през 1923 година в Югославия. Играе един сезон във висшата лига на Словения – Първа лига 2000/01. През 2018/19 заема второто място във Втора лига. Печели плейофът с „Горица“ с резултати 2:1 и 0:0, и се завръща в Първа лига.
Играе домакинските си мачове на стадион „Райко Штолфа“ в Сежана, който е с капацитет от 2000 места.

## Успехи
Словения
- Словенска първа лига:
  - 10-о място (1): 2018/19
- Словенска втора лига:
  -  Второ място (1): 1999/2000
- Словенска трета лига:
  -  Шампион (2): 1997/98, 2016/17
- Словенска четвърта лига:
  -  Шампион (1): 2007/08

 Югославия
- Републиканска купа:
  -  Финалист (1): 1975/76

## Български футболисти
- Светослав Диков: 2019 - (6 мача - 1 гол)
- Никола Нейчев: 2023... - (29 мача - 1 гол...)
- Станислав Петков: 2023... - (24 мача - 1 гол...)
- Николай Златев: 2023/24 - (10 мача - 3 гола)
- Красимир Тодоров: 2024... - (24 мача - 6 гола...)
- Теодор Георгиев: 2025... - (0 мача - 0 гола...)
- Илия Димитров: 2025... - (0 мача - 0 гола...)